# 원츄
원츄는 2000년대 초부터 한국 인터넷 사회에서 쓰이기 시작한 단어이다. 영어 ‘want you’를 소리나는 대로 읽은 것으로 원래의 뜻은 ‘너를 원해’이지만 ‘최고다’ 정도 뜻으로 사용되고 있다.

## 유래
우스타 교스케의 만화, 혹은 애니메이션 〈멋지다! 마사루〉에서 처음 쓰였다고 한다. 거기에서 더 거슬러 올라가 징병포스터 ‘They WANT YOU’까지 거슬러 올라갈 수도 있다고 한다. 만화에서 주인공인 ‘하나나 카지마 마사루’는 멋진 것을 발견했을 때나, 기뻐서 참을 수 없을 때 엄지손가락을 치켜 올리며 ‘아이원츄’, 혹은 ‘원츄’라는 단어를 사용한다.
수많은 마사루 매니아를 만들어낸 이 단어는 인터넷의 보급과 즉시 폐인 집결지인 디시인사이드 등을 비롯한 여러 곳으로 흘러 들어가 확대 재생산되어 현재는 원작을 모르는 사람들도 "최고다", "추천한다", "멋지다" 등의 뜻으로 자주 쓴다.

## 같이 보기
- 일본 만화 《멋지다 마사루》